# Rosa Morison
Pour les articles homonymes, voir Morison.
Ne doit pas être confondu avec Rona Morison.
Rosa Morison (5 juin 1841 - 8 février 1912) est une linguiste et pédagogue britannique. Elle est principale adjointe de la résidence universitaire de femmes, College Hall.

## Biographie
Rosa Morison naît à Hammersmith en 1841. Elle est la cinquième enfant de Catherine Agutter et de William Morison, boulanger. Elle fait ses études dans une école privée de Greenwich puis au Queen's College, de Harley Street. Elle est nommée enseignante au Queen's College en 1866 et enseigne l'italien, le latin et l'allemand. C'est là qu'elle fait la connaissance d'Eleanor Grove, nommée en 1872 secrétaire, puis Lady Resident en 1875, et qui devient sa partenaire de vie.
Rosa Morison démissionne de ses fonctions à Queen's College, en même temps qu'Eleanor Grove, en 1881. Les deux femmes voyagent quelques mois en Allemagne, puis Eleanor Grove est recrutée comme première principale de College Hall, future résidence conçue pour les étudiantes de University College et de la London School of Medicine for Women, et Morison est nommée principale adjointe. Elle est ensuite nommée, en 1883, au nouveau poste de « Lady Superintendent of Women Students », tout en restant principale adjointe bénévole. Elle soutient les demandes de droit de vote des femmes et la participation des femmes au gouvernement local.
Elle meurt soudainement, à l'University College de Londres le 8 février 1912 des suites d'une bronchite chronique et d'insuffisance cardiaque. Un service religieux se tient à l'église St Pancras le 12 février, puis elle est inhumée au cimetière de Hammersmith. Elle lègue à College Hall une somme destinée à établir une bourse d'études qui porte son nom. En 2018, une nouvelle résidence est nommée « Eleanor Rosa Hall », pour commémorer la contribution de Rosa Morison et Eleanor Grove à l'éducation des femmes. Le bâtiment a 33 étages et peut accueillir 500 étudiants.